# Medalha "Pela Defesa de Kiev"
A Medalha "Pela Defesa de Kiev" (em russo: Медаль «За оборону Киева») foi uma medalha de campanha da Segunda Guerra Mundial da União Soviética estabelecida em 21 de junho de 1961 por decreto do Presidium do Soviete Supremo da URSS para ser concedida aos participantes da defesa da cidade de Kiev durante a invasão da URSS pela Alemanha nazista em 1941.

## Estatuto da Medalha
A Medalha "Pela Defesa de Kiev" foi concedida a todos os participantes da defesa da Cidade-Herói de Kiev - soldados do Exército Soviético e tropas do antigo NKVD, bem como todos os trabalhadores que participaram da defesa de Kiev nas fileiras da milícia, na construção de fortificações, que trabalharam em fábricas que atendiam às necessidades da linha de frente, membros da resistência de Kiev e guerrilheiros partisans que lutaram contra o inimigo no entorno de Kiev.
A concessão da medalha foi feita em nome do Presidium do Soviete Supremo da URSS com base em documentos que atestam a participação real na defesa de Kiev. Militares na ativa receberam a medalha do comandante de sua unidade, aposentados do serviço militar receberam a medalha de um comissário militar regional, municipal ou distrital da comunidade do destinatário, membros da população civil e participantes da defesa de Kiev receberam a medalha do Oblast de Kiev e dos sovietes da cidade. Para os defensores que morreram em batalha ou antes do estabelecimento da medalha, ela foi concedida postumamente à família.
A Medalha "Pela Defesa de Kiev" era usada no lado esquerdo do peito e, na presença de outras condecorações da URSS, era localizada imediatamente após a Medalha "Pela Defesa de Stalingrado". Se usado na presença de Ordens ou medalhas da Federação Russa, estas últimas têm precedência.

## Descrição da Medalha
A Medalha "Pela Defesa de Kiev" era uma medalha circular de latão com 32 mm de diâmetro e borda elevada. No anverso, a imagem em relevo do edifício do Soviete Supremo da RSS da Ucrânia (atual sede do Conselho Supremo da Ucrânia) com uma bandeira tremulando no mastro do telhado. Ao fundo do edifício, as imagens em relevo de um soldado vermelho, um marinheiro vermelho, um trabalhador e uma mulher, todos guerrilheiros voltados para a esquerda com rifles em punho. Ao longo da circunferência superior da medalha, a inscrição em relevo "PELA DEFESA DE KIEV" (em russo: «ЗА ОБОРОНУ КИЕВА») cortada ao meio pela bandeira tremulando. Na parte inferior, uma estrela de cinco pontas em relevo sobre uma fita própria sobreposta a ramos de louro. No verso, próximo ao topo, a imagem em relevo da foice e do martelo, abaixo da imagem, a inscrição em relevo em três fileiras "PELA NOSSA PÁTRIA SOVIÉTICA" (em russo: «ЗА НАШУ СОВЕТСКУЮ РОДИНУ»).
A Medalha "Pela Defesa de Kiev" era presa por um anel através do laço de suspensão da medalha a uma montagem pentagonal soviética padrão coberta por uma fita moiré de seda verde oliva de 24 mm de largura com duas listras centrais, uma listra azul de 2 mm e uma listra vermelha de 4 mm.